# 愛知県道448号名古屋空港中央線

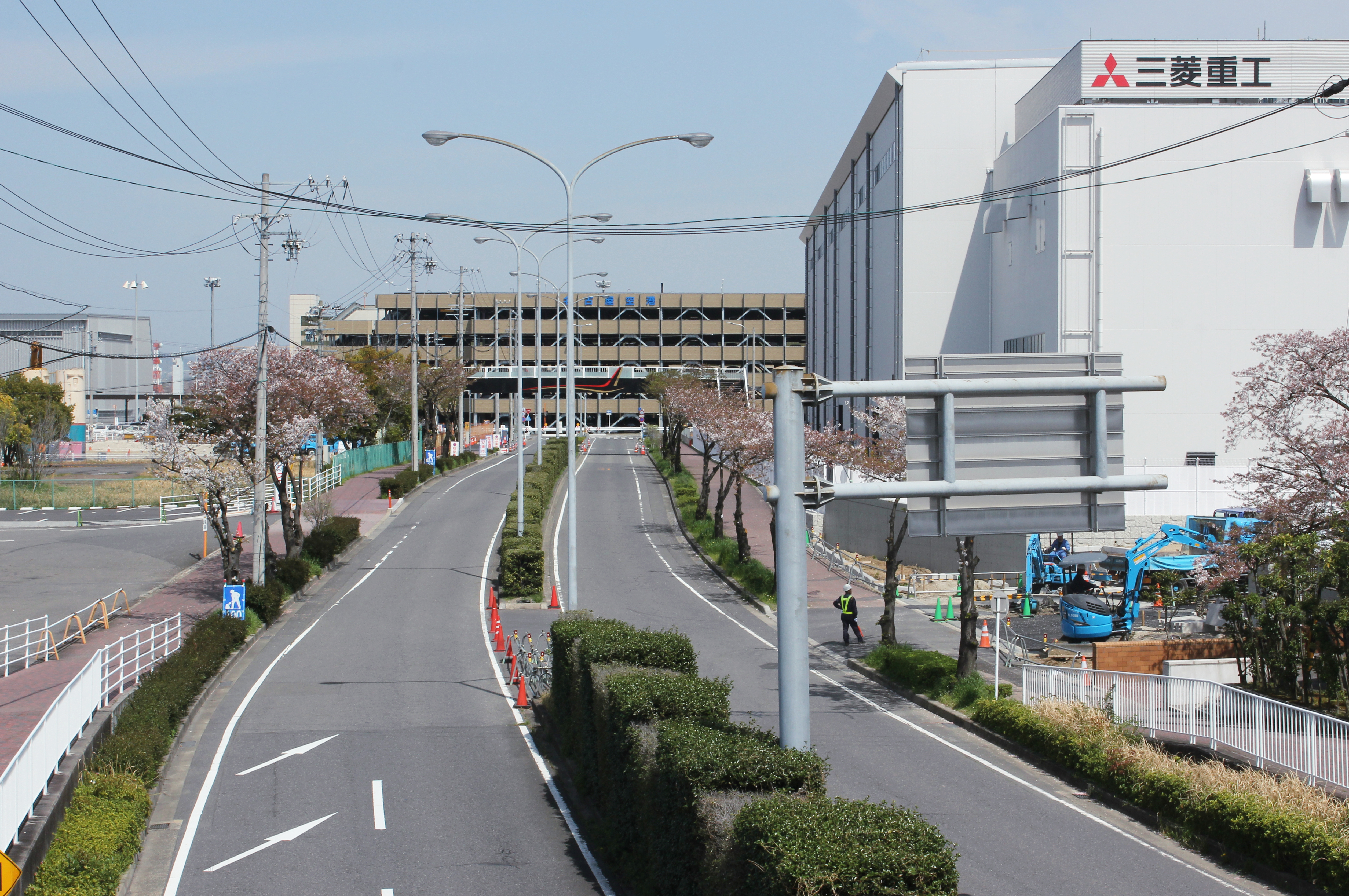
奥に名古屋空港を望む。

愛知県道448号名古屋空港中央線（あいちけんどう448ごう なごやくうこうちゅうおうせん）は、愛知県西春日井郡豊山町内の名古屋飛行場と国道41号を結ぶ目的で整備された一般県道である。片側2車線（空港付近のみ片側1車線）で、全線にわたり中央分離帯があり、植樹されている。

## 概要

### 路線データ
- 起点：県営名古屋空港
- 終点：愛知県西春日井郡豊山町大字豊場（国道41号交点）
- 延長：約1.1km

## 通過する自治体
- 愛知県
  - 西春日井郡豊山町

## 交通規制
- 規制標識により全線にわたり、最高速度40km/時、駐車禁止に指定されている。

## 接続する路線
- 国道41号（名濃バイパス）（幸田交差点）
- 愛知県道161号名古屋豊山稲沢線（豊山町役場東交差点から名古屋空港交差点まで重複区間）

## 周辺
- 県営名古屋空港ターミナルビル：旧国内線側（国内貨物を含む）
- 豊山スカイプール
- 豊山町役場